# Gynoxys caracensis
Gynoxys caracensis es una planta de la familia Asteraceae.

## Descripción
Son arbustos de hojas perenne. El tronco es de apariencia leñosa y el arbusto llega a crecer hasta los 2 a 3,5 metros de altura. Las hojas son elípticas a oblonga-ovadas de haz verde oscuro con el envés cremoso. Tienen dos tipos de flores: liguladas y tubulares, ambas de color amarillo. 

## Distribución y hábitat
Es una especie endémica de Perú que se encuentra en las regiones de Áncash, Cajamarca, Junín y Huánuco. Los meses en que florecen estos arbustos son de octubre a diciembre. Estos arbustos crecen en laderas rocosas y quebradas de  altitudes entre los 2500 a 4500 m s.n.m., y forman parte de matorrales y bosques de Polylepsis spp. (queñua)

## Importancia cultural
Es una planta utilizada como leña.

## Nombres comunes
- Ticllash[3]